# Sultançiftliği, Sultangazi
Sultançiftliği là một xã thuộc huyện Sultangazi, tỉnh Istanbul, Thổ Nhĩ Kỳ.